# Lupenopórka červenožlutá
Lupenopórka červenožlutá (Phylloporus pelletieri, syn. Xerocomus pelletieri, Phylloporus rodoxanthus sensu auct. europ.) je nepříliš častá jedlá houba z čeledi hřibovitých. Na rozdíl od většiny druhů této čeledi má hymenofor tvořený lupeny.

## Popis
Plodnice rostou ze země.
Masitý, jemně plstnatý klobouk s podvinutým okrajem, široký 2–10 cm je u mladých plodnic vyklenutý až polokulovitý, v dospělosti a stáří téměř plochý, nepravidelný, někdy zprohýbaný. Zbarven je červenavě až purpurově hnědě, někdy šedohnědě, později a pomačkáním přechází až do olivově hnědé.
Třeň (3–10 cm vysoký, 0,5–2 cm tlustý) je zhruba válcovitý, často excentrický, příp. zahnutý, dolů ztenčený. Barva podkladu je žlutá, červenohnědě až fialovohnědě jemně vločkatá nebo rýhovaná.
Hymenofor je tvořen tlustými, poměrně řídkými a na třeň trochu sbíhajícími nepravidelnými lupeny jasně žluté barvy, která stářím tmavne. Lupeny jsou dost široké, se zprohýbaným ostřím, nápadné častými příčnými propojkami a větvením.
Dužnina je žluté barvy, bez nápadné chuti nebo vůně. Na řezu nemění barvu.

## Výskyt
Plodnice lupenopórky červenožluté se vyskytují poměrně vzácně, jednotlivě, zhruba od června do října, v listnatých, smíšených i jehličnatých lesích, zejména v bučinách, doubravách a smrčinách, spíše na kyselých půdách. S oblibou pod duby nebo borovicemi, přo okraji lesních cest, na světlinách mezi trávou, na stěnách lesních příkopů atp. Upřednostňuje pahorkatiny.

## Užití
Lupenopórka červenožlutá je jedlá, poměrně nekvalitní houba. Kvůli vzácnému výskytu není vhodná ke sběru.

## Ochrana
Je vhodné houbu nesbírat a na naleziště upozornit fotografií a informací o lokalitě zaslanými např.
České mykologické společnosti na Facebook, členu blízkého mykologického kroužku atp.

## Podobné druhy
Na první pohled se může podobat některým druhům tzv. suchohřibů (rod Xerocomus), např. hřibu plstnatému (Boletus subtomentosus). Tyto suchohřiby se však jasně odlišují hymneoforem tvořeným rourkami, nikoli lupeny.

## Zajímavost

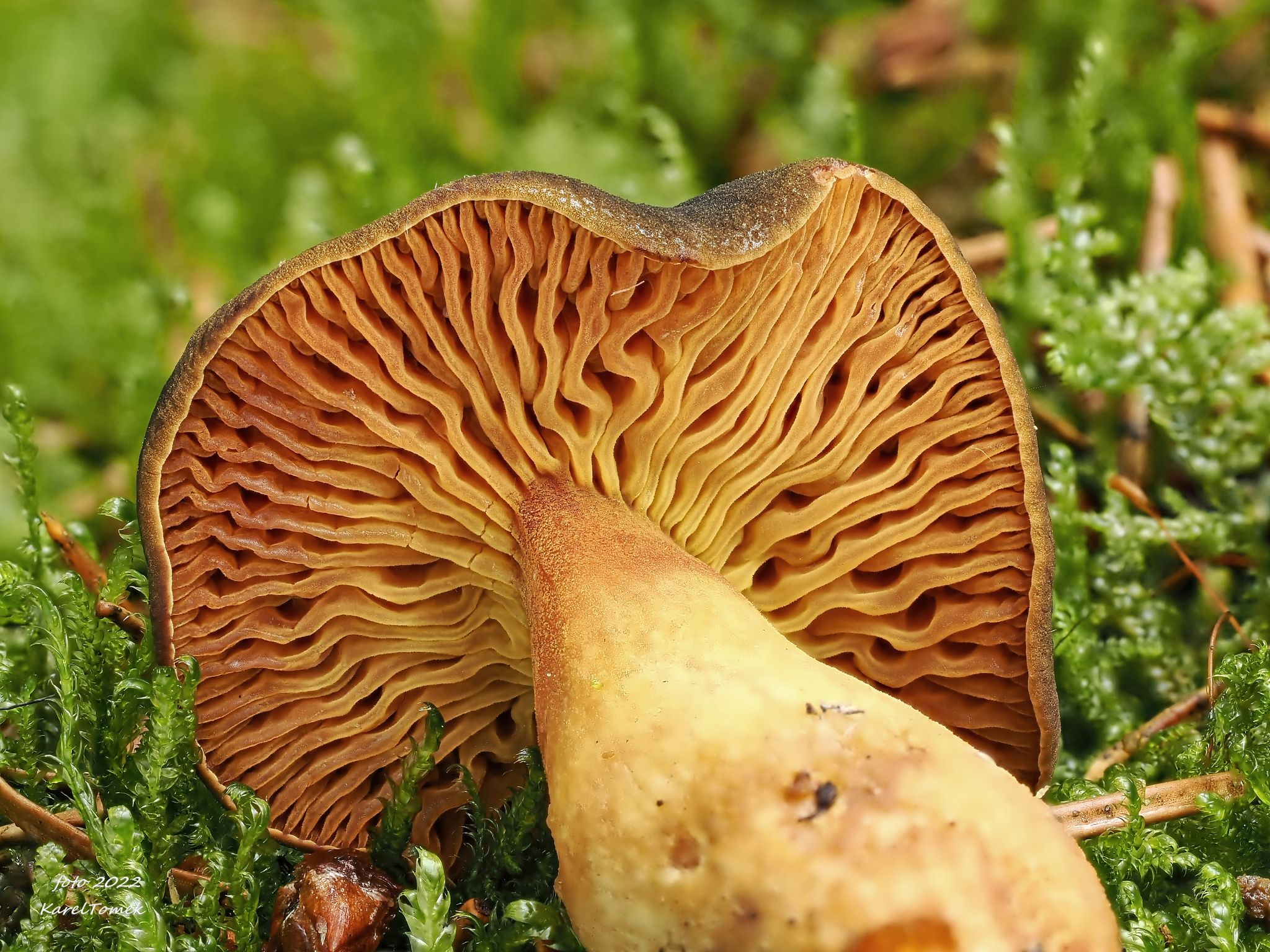
Lupenopórka červenožlutá pohled zespodu

Původně byla popsána jako Agaricus pelletieri, později byla považována za čechratku (Paxillus) či strmělku (Clitocybe). 